# Калверт, Пол
Пол Генри Калверт (англ. Paul Henry Calvert; род. 19 января 1940, Саут Арм, Тасмания, Австралия) — австралийский политик, сенатор Сената Австралии с 11 июля 1987 по 29 августа 2007. Являлся 21-м Президентом Сената Австралии с 19 августа 2002 по 29 августа 2007 год.

## Биография
Родился в городке Саут-Арм находящегося вблизи Хобарта, штата Тасмания в семье фермера. Обучался в школе-интернате, имеет аттестат в области сельского хозяйства. До сих пор управляет собственной фермой в Тасмании.

## Политика
Спор с советом города Кларенс о вредных сорняках привёл его в политику, с 1976 по 1988 год являлся членом городского совета. В 1983 году он становится ворденом Кларенса (позднее должность была заменена мэром), позднее занял пост президента Королевского сельскохозяйственного общества Тасмании.. В 1987 году отказался от предложения либерального премьер-министра Тасмании баллотироваться в Парламент Тасмании, что бы участвовать в выборах в Сенат которые выиграл в этом же году. Позднее переизбирался от штата 1990, 1996 и 2000 годах.
В 1997 году стал партийным организатором правящей партии в Сенате. В 2002 году сменил Маргарет Рид на посту Президента Сената, был переизбран в 2005 году. В самом начале своего руководства, боролся с бюрократией в Парламенте, в частности добился сокращения количества вспомогательных отделов для каждой из палат Парламента с пяти до трёх.
7 августа 2007 года Калверт заявил о том, что планирует покинуть должность Президента Сената с 14 августа 2007 года, а также покинуть должность сенатора с 10 сентября 2007 года. На посту Президента Сената его сменил либерал Алан Фергюсон.
В 2009 году в честь дня рождения королевы ему был вручён Орден Австралии.